# Limba wolof
Wolof (cunoscută și ca ouolof, yallof, walaf, volof și waro-waro) este o limbă vorbită în Senegal, Gambia și Mauritania și limba nativă a poporului wolof. Asemenea limbilor învecinate serer și fula, wolof aparține ramurii senegambiene a limbilor nigero-congoleze. Spre deosebire de majoritatea limbilor acestei familii, wolof nu este o limbă tonală.
Wolof a apărut ca limba poporului lebu. Este cea mai vorbită limbă în Senegal, vorbită în mod nativ de poporul wolof (40% din populație), dar și de majoritatea celorlalți senegalezi ca limbă secundară.
Dialectele wolof variază geografic și între zonele rurale și cele urbane. De exemplu, Dakar Wolof este un amestec urban de wolof, franceză și arabă.

## Alfabet și pronunție
Wolof a fost scrisă pentru prima oară într-o versiune a alfabetului arab, cunoscută sub numele de wolofal, care este încă folosit de mulți vorbitori în vârstă din Senegal. Ortografia wolof folosind alfabetul latin a fost standardizată în 1974 și este scrierea oficială pentru wolof în Senegal. Wolof este scrisă uneori și în alfabetul garay, conceput de Assane Faye, un artist senegalez, în 1961. Acest alfabet este scris de la dreapta la stânga și este modelat după scrierea arabă.
| A | B | C | D | E | Ë | F | G | I | J | K | L | M | N | Ñ | Ŋ | O | P | Q | R | S | T | U | W | X | Y |
| a | b | c | d | e | ë | f | g | i | j | k | l | m | n | ñ | ŋ | o | p | q | r | s | t | u | w | x | y |

### Consoane
|               |               | Labială | Alveolară | Palatală | Velară  | Uvulară | Glotală |
| ------------- | ------------- | ------- | --------- | -------- | ------- | ------- | ------- |
| Nazală        | Nazală        | m ⟨m⟩   | n ⟨n⟩     | ɲ ⟨ñ⟩    | ŋ ⟨ŋ⟩   |         |         |
| Prenazalizată | Prenazalizată | mb ⟨mb⟩ | nd ⟨nd⟩   | ɲɟ ⟨nj⟩  | ŋɡ ⟨ng⟩ |         |         |
| Plozivă       | sonoră        | b ⟨b⟩   | d ⟨d⟩     | ɟ ⟨j⟩    | ɡ ⟨g⟩   |         |         |
| Plozivă       | surdă         | p ⟨p⟩   | t ⟨t⟩     | c ⟨c⟩    | k ⟨k⟩   | qː ⟨q⟩  | ʔ       |
| Fricativă     | Fricativă     | f ⟨f⟩   | s ⟨s⟩     |          | x~χ ⟨x⟩ | x~χ ⟨x⟩ |         |
| Vibrantă      | Vibrantă      |         | r ⟨r⟩     |          |         |         |         |
| Sonantă       | centrală      | w ⟨w⟩   |           | j ⟨y⟩    |         |         |         |
| Sonantă       | laterală      |         | l ⟨l⟩     |          |         |         |         |

^a Sau ⟨n̈⟩ în unele contexte
Toate nazalele simple, ocluzivele orale cu excepția lui q și glotalele, precum și sonantele l, r, y și w pot fi geminate, deși geminata rr apare doar în ideofone. Q este în mod inerent geminată și poate să apară în poziție inițială. În general, consoanele geminate și grupurile de consoane, inclusiv nt, nc, nk și nq, apar la mijlocul sau la sfârșitul unui cuvânt. Din consoanele din tabelul de mai sus, p, d, c și k nu apar în poziție mediană sau finală, fiind înlocuite de f, r, s și zero, deși geminatele pp, dd, cc și kk sunt comune. Foneticele p, c și k apar la sfârșit, dar doar ca alofone ale lui b, j și g din cauza desonorizării finale.

### Vocale
|              | Anterioară | Anterioară | Centrală | Centrală | Posterioară | Posterioară |
| scurtă       | lungă      | scurtă     | lungă    | scurtă   | lungă       |             |
| ------------ | ---------- | ---------- | -------- | -------- | ----------- | ----------- |
| Închisă      | i ⟨i⟩      | iː         |          |          | u ⟨u⟩       | uː          |
| Semiînchisă  | e ⟨é⟩      | eː         |          |          | o ⟨ó⟩       | oː          |
| Mijlocie     |            |            | ə ⟨ë⟩    |          |             |             |
| Semideschisă | ɛ ⟨e⟩      | ɛː         |          |          | ɔ ⟨o⟩       | ɔː          |
| Deschisă     |            |            | a ⟨a⟩    | aː       |             |             |

Toate vocalele pot fi lungi (scrise dublu) sau scurte. /aː/ este scrisă ⟨à⟩ înaintea unei consoane lungi (prenazalizate sau geminate). Când é și ó sunt scrise dublu, accentul ascuțit este adesea doar pe prima vocală.

### Ton
Spre deosebire de majoritatea limbilor subsahariene, wolof nu are ton. Alte limbi netonale din Africa sunt amharica, swahili și fula.